# Mosquée Ibrahim-al-khalil
 (janvier 2018).
Si vous disposez d'ouvrages ou d'articles de référence ou si vous connaissez des sites web de qualité traitant du thème abordé ici, merci de compléter l'article en donnant les références utiles à sa vérifiabilité et en les liant à la section « Notes et références ».
La mosquée Ibrahim al khalil  est la 2e plus grande mosquée de la ville d'El Jadida, au Maroc.